# 終わりの時
終わりの時（おわりのとき、英語: End time, Time of the End; 終わりの日とも）、ハルマゲドン（英語: Armageddon）は、キリスト教の終末論の概念で、イエス・キリストの再臨に先立つ苦難の時間である。

## 聖書箇所
ἐσχάτη ὥρα (eschatē hōrā, 終わりの時)
第一ヨハネ2章18節。
ἔσχατος χρόνος (eschatos chronos, 終わりの時)
ユダ18節。
ἔσχατον τῶν ἡμερῶν (eschaton tōn hēmerōn, 日々の終わり)
ヘブル1章2節、第二ペトロ3章3節。
ἐσχάτη ἡμέρα (eschatē hēmerā, 終わりの日)
ヨハネ福音書6章39節、40節、44節、54節、11章24節、12章48節。ヤコブ5章3節。使徒行伝2章17節。第二テモテ3章1節。
עֵת קֵץ (‘êṯ qêṣ, 時の終わり)
ダニエル書8章17節、11章35節、11章40節、12章4節、12章9節

## キリスト教
ヨハネの手紙一の2章18節によれば、終わりの時には多くの反キリストが現れるとされている。
イエスは世の終りの前兆について弟子たちに教えた事がある。世の終わりを麦の収穫に例えて話された事もある。
テモテへの手紙二の3章では、以下のように終りの時は苦難の時代とされている。
マルタは終わりの日に復活がある事を信じていた。

## 各宗教での思想

### ラスタファリズム
キリスト教に影響を受けたラスタファリ運動（ジャマイカの黒人運動）では、終わりの時は1930年にエチオピアの皇帝ハイレ・セラシエ1世によって始められ、ハイレ・セラシエ1世が神としての正体を現したと信じている。
「終わりの時」は、ラスタファリアン千年至福説の一部である。このような信仰では、一般的に聖書の黙示録が差し迫っており、そして世の中のあらゆる出来事はアルマゲドンの兆候であると考えられている。

### エホバの証人の理解
エホバの証人によれば、聖書中の「終わりの日」という表現は、預言の与えられた内容によって、その預言の成就する時代に生きている人にとっての一つの終末を指しており、必ずしも現代の体制の終結を意味するわけではない。現代における「終わりの時」または「終わりの日」は1914年10月4日ないし5日に始まった。1914年10月4日ないし5日に神の王国が設立され、イエス・キリストが王として即位されると、まもなく天で戦争が起こり、悪魔サタンと悪霊たちは地に投げ落とされ、最後の猛攻撃を地上の残りのクリスチャンに向けている（黙 12:5, 7-12）。また1918年3月26日ないし27日の過ぎ越し以降、イエス・キリストは検分のためにエホバと共に霊的神殿に来られ、14万4000人から成る油注がれたクリスチャンの天への復活も開始された（マタ 25:1-12、一テサ 4:15-17、黙 14:1）。1919年4月13日ないし14日の過ぎ越しの日、検分を一つの級として通過した新しい霊的国民（エホバの証人）が地上に誕生し、この時までに大いなるバビロンである偽りの宗教の世界帝国は倒れた、つまり司法上の処罰を宣告されたと考えられている（イザ 66:8、黙 14:8）。現存する体制の終局が近いことの理由は、天的希望を持つ油そそがれたクリスチャンの収穫が終わりに近いこと、その世代は過ぎ去らないことなどが挙げられる（マタ 13:24-30, 36-43, 24:34）。終わりの日の終局は、ダニエル書11章44節と45節が成就し、「平和だ、安全だ」という偽りの宣告がなされ（一テサ 2:3）、国際連合機構と地の支配者たちが大いなるバビロンを滅ぼし尽くした後に最高潮を迎えると信じられている（黙 17:16-17）。神の王国の王であるイエス・キリストは、大患難の最高潮であるハルマゲドンの戦いにおいてこの邪悪な体制を滅ぼし、悪魔サタンは千年間拘束される（マタ 24:21、二ペテ 3:12、黙 20:1-3）。イエス・キリストと14万4000人の共同統治者による千年統治が始まり、義者と不義者の復活が起こり、不完全な人間は完全さを取り戻し、地上全体はパラダイスへと回復する（黙 21:1-4）。千年統治の終わりに、悪魔サタンは一時的に解放され、群衆を惑わしてエホバとサタンのどちらの主権を擁護するのかを試み、神の最終的な裁きがなされた後、サタンとその支持者は完全な滅びに至る（黙 20:7-10）。全てが完了した後にイエス・キリストは王国をエホバに返却し、神の王国はエホバの宇宙主権の立証となる試金石として永久に存続する（一コリ 15:24）。イエスがマタイ福音書24章およびマルコ福音書13章とルカ福音書21章の中で語ったエルサレムの滅びに関する預言、また二テモ3章1節から5節の預言を現代における「終わりの日」の特色と見なしている。
- 大規模な戦争（マタイ 24:7[13]、マルコ 13:8[14]、ルカ 21:10）
- 食糧不足（マタイ 24:7[13]、マルコ 13:8[14]、ルカ21:11[15]）
- 地震の多発（マタイ 24:7[13]、マルコ 13:8[14]、ルカ 21:11[15]）
- 疫病（ルカ 21:11[15]）
- 犯罪が増える（マタイ 24:12）
- 世界中で神の王国が伝えられる（マタイ 24:14、マルコ 13:10）
- 愛のない人々が増える（第二テモテ 3:1-5[16]）

## 題材作品

### 楽曲
- 『The Everlasting Guilty Crown』
2012年3月7日にアニプレックスから発売された、EGOISTの2枚目のシングル。世界の終わりに人々が争うが、それをやめて互いを認め合って欲しいといった歌詞になっている。